# Priwall (Schiff)
Die Priwall war eine deutsche Viermastbark und der vorletzte der Flying P-Liner, die für die berühmte Reederei F. Laeisz gebaut wurden. 1938 stellte sie den bis heute gültigen Rekord für die schnellste Umrundung von Kap Hoorn durch ein Segelschiff in ostwestlicher Richtung auf. Seit 1941 unter chilenischer Flagge fahrend und in Lautaro umbenannt, sank sie 1945 nach Ladungsbrand vor der peruanischen Küste.

## Beschreibung
Der Windjammer mit einem Stahlrumpf aus vernieteten Platten wurde als Dreiinselschiff nach bereits bewährten Plänen konstruiert. Für die Salpeterfahrten von Chile nach Deutschland war er schnell und robust genug, um gegen die Stürme des Südatlantiks um Kap Hoorn gewappnet zu sein. Sie führte wie fast alle Laeisz-Segler ein modernes Standardrigg mit geteilten Mars- und Bramsegeln, darüber Royals, den Besanmast als Pfahlmast (ohne Besanstenge) mit zwei Gaffeln. Die Viermastbark war mit 3.105 BRT vermessen und konnte bis 4.800 ts Fracht aufnehmen. Der Rumpf war nach Laeiszscher Tradition in den Farben schwarz-weiß-rot gestrichen, das Überwasserschiff schwarz mit weißem Wasserpass und das Unterwasserschiff rot, entsprechend der damaligen deutschen Nationalflagge. Die Außenwände der Mittschiffsbrücke und der Poop waren weiß abgesetzt. 1926 erfolgte ein Umbau zum reedereieigenen frachtfahrenden Segelschulschiff. Danach vermaß sie 3185 BRT, ihre Mannschaftsstärke erhöhte sich auf 55 bzw. 72. Benannt wurde sie gemäß altem Brauch der Reederei F. Laeisz mit einem mit „P“ beginnenden Namen (seit 1875 generell, daher die Bezeichnung Flying-P-Liner), und zwar nach der Halbinsel Priwall bei Travemünde, wo heute die Viermastbark Passat liegt. Die Priwall gehörte zu den wenigen frachtfahrenden Segelschulschiffen unter deutscher Flagge. Wie alle Laeisz-Segler hatte sie keinen Hilfsantrieb und wurde aus Sicherheitsgründen nach Ankunft in Cuxhaven elbaufwärts in den Hamburger Hafen eingeschleppt.
Laeisz erkannte die Vorteile der in den 1890er von der Motorenfabrik Oberursel entwickelten Verbrennungskraftmaschine als Motorwinde und nutzte den patentierten und vielfach ausgezeichneten „GNOM“-Motor als ideale Schiffswinde zukünftig auf seinen Schiffen. Den Einsatz dieser Schiffswinde beschrieb der Maler Kay H. Nebel in seinem Tagebuch von der Schiffsreise auf der Priwall 1937/38 als "einem stinkenden, krachmachenden Ungeheuer, das das Schiff
erzittern ließ" und hinterließ dazu eine Skizze.
Nach der Übernahme durch die chilenische Marine erhielt sie einen Hilfsantrieb und Kanonen als Bewaffnung. Die Besatzung stieg auf 250 Mann.

## Geschichte

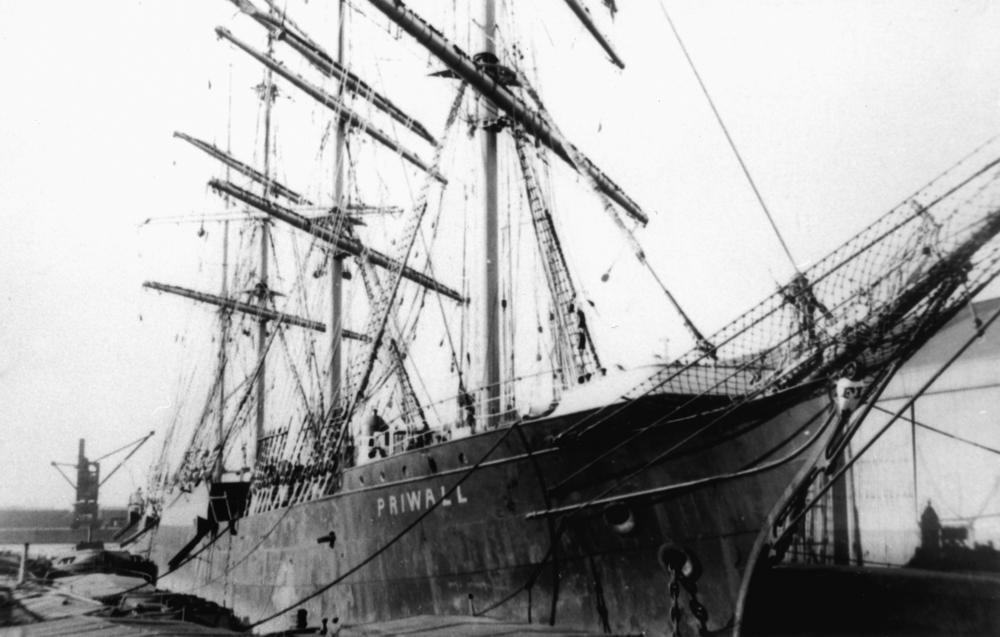
Die Priwall

Die Priwall, 1914 bestellt, lief 1917 auf der Hamburger Werft Blohm & Voss unter der Baunummer 234 vom Stapel und wurde, bedingt durch den Ersten Weltkrieg, erst am 6. März 1920 an die Reederei F. Laeisz ausgeliefert. Diese verzögerte Bauphase entband die Reederei aber schließlich auch von der im Versailler Vertrag festgelegten Ablieferungspflicht an die Siegermächte. Ihr Schwesterschiff, die noch 1919 unter Baunummer 233 fertiggestellte Pola, fuhr so nie unter der Laeisz-Flagge,  sondern ging als Reparationsleistung direkt an Frankreich, wo sie unter dem Namen Richelieu für die Société des Navires-Écoles fuhr, nach einer Explosion im Hafen von Baltimore am 4. Januar 1927 zum Schleppleichter umgebaut und 1933 abgewrackt wurde. Der Auftrag zu Baunummer 235 war seit 17. Mai 1915 annulliert. In den 20er Jahren lief die Priwall zunächst in der Salpeterfahrt und machte bis 1931 insgesamt 13 Rundreisen.
Ihre erste Reise führte sie ab dem 24. Juli 1920 unter Kapitän Jürgen Jürs, der das Schiff auch später noch einige Male kommandierte, mit 34 Mann Besatzung und 200 Passagieren nach Valparaíso und anderen chilenischen Häfen. Diese Passagiere waren Seeleute, die die acht in den dortigen Häfen internierten Laeisz-Segler nach Europa zurückzubringen hatten, wo sie den Siegermächten ausgeliefert werden sollten. Kapitän Jürs stattete dabei Ende August 1920 auch Santa Cruz de La Palma einen Besuch ab, wo er mit der Pamir von Oktober 1914 bis Ende März 1920 gelegen hatte. Während der weiteren Reise gab es unter den Seeleuten, die als Passagiere mitfuhren, eine Meuterei wegen angeblich zu knapper Verpflegung, so dass nicht wie planmäßig direkt Kap Hoorn umrundet werden konnte, sondern zunächst Montevideo angelaufen werden musste; dort musterte dann ein Teil der Ersatzmannschaften ab.
1926 wurde die Priwall zum frachttragenden Schulschiff umgebaut und hatte nun 3.185 BRT/2.834 NRT und eine Besatzung von 72 Mann, davon 45 Seekadetten. Nach der Chile-Reise 1931 wechselte das Fahrgebiet vorwiegend nach Australien. Weizen war nun ihre neue Fracht. Unter Kapitän Robert Clauß machte sie bis 1935 vier Weizenfahrten, darunter 1933 ein ursprünglich nicht geplantes Wettrennen von Hamburg nach Australien gegen die Reedereischwester Padua unter ihrem alten Kapitän Jürgen Jürs, das sie nach 62 Tagen mit einem Vorsprung von nur einem Tag gewann – damals eine Rekordfahrt. 1935 übernahm Kapitän Jürs zum dritten Mal (nach 1920–1922 und 1925–1928) für ein Jahr das Kommando über die Priwall.

Eine nie wieder unterbotene Bestleistung gelang dem schnellen Segler 1938 unter seinem letzten Laeisz-Kapitän Adolf Hauth, als er Kap Hoorn von Ost nach West in der Rekordzeit von fünf Tagen und knapp 14 Stunden umrundete. Am 31. Oktober gegen 1:00 Uhr überquerte die Priwall im Atlantik den 50. Breitengrad in südlicher Richtung und am 5. November um 14:00 Uhr im Pazifik auf Nordkurs. Nach der Rückkehr in europäische Gewässer lief sie am 16. Mai 1939 zu ihrer letzten Reise unter der FL-Flagge aus. Am 21. Juli stand sie bei Kap Hoorn. Schwere Stürme machten ihr zu schaffen, so dass sie nach 84 Tagen Reise erst am 8. August in Corral, südlich von Valdivia, einlief. Nach Entladung und Reparaturaufenthalt segelte sie Ende August nach Talcahuano (ca. 170 sm/320 km weiter nördlich) weiter. Als die Bark dann am 3. September 1939 in Valparaíso (ca. 220 sm/400 km nördlicher), ihrer letzten Station, vor Anker ging, wurde sie infolge des Ausbruchs des Zweiten Weltkrieges interniert. Eine Heimreise durch den Atlantik, der von den Briten beherrscht wurde, war ausgeschlossen. 1940 überstand die Priwall im Hafen von Valparaíso den gefürchteten chilenischen Nordsturm (El Nortazo) viele Schiffe wurden zerstört. 1941 drohte die Beschlagnahme durch die Alliierten. Dem kam die deutsche Regierung zuvor, indem sie am 23. Mai 1941 das Schiff der chilenischen Regierung zum Geschenk machte, die es in Alameda (Kalifornien) zum frachtfahrenden Segelschulschiff umbauen ließ und in die chilenische Marine (Armada de Chile) eingliederte. Es erhielt einen 1.500-PS-Dieselmotor als Hilfsantrieb und hieß fortan Lautaro, nach dem Mapuche-Häuptling und Freiheitskämpfer Lautaro aus dem 16. Jahrhundert. Als neuen Anstrich erhielt das Schiff einen schneeweißen Rumpf mit schwarzem Wasserpass und Unterwasserschiff. „Der schöne weiße Schwan“ („el bello cisne blanco“) wurde sie auch genannt. 

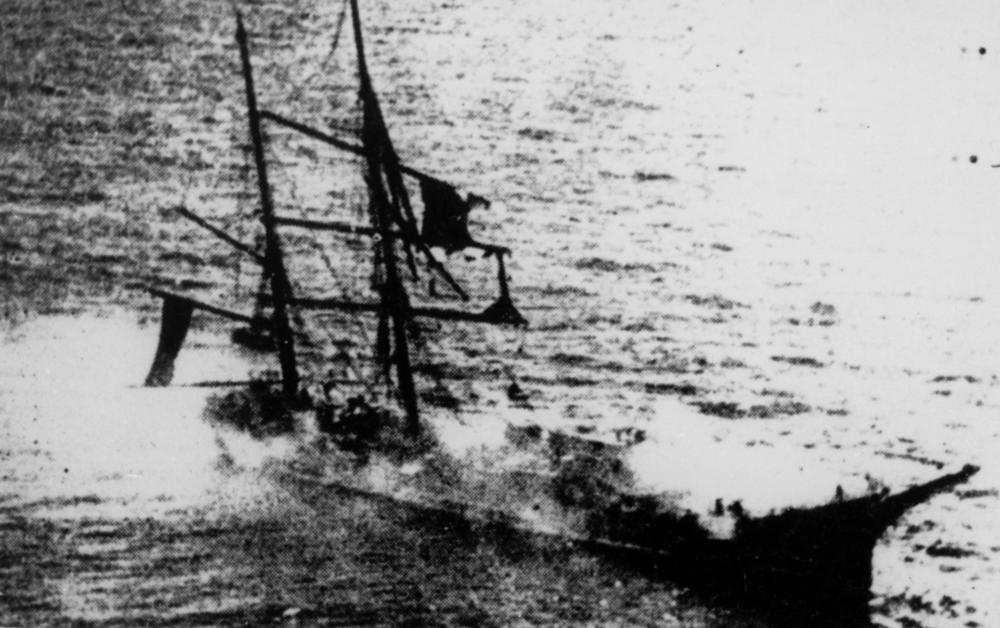
Die Lautaro ex Priwall ging am 28. Februar 1945 durch einen Brand nördlich von Iquique verloren.

 Auf seiner fünften Reise unter chilenischer Flagge nach Manzanillo in Mexiko geriet der mit Salpeter in Säcken beladene Segler am 28. Februar 1945 ca. 300 km vor der peruanischen Küste in Höhe des Hafens Pisco durch Selbstentzündung in Brand. Salpeter ließ sich damals effektiv nur mit Salpetermutterlauge (salpetergesättigtem Wasser, span. „agua madre“) löschen, die nicht zur Hand war. Fock- und Großmast gingen über Bord, das Schiff bekam Schlagseite nach Steuerbord. Zwanzig Seeleute, sieben der Stammmannschaft (darunter der 2. Kommandant, Korvettenkapitän Enrique García González), die anderen meist junge Kadetten, starben an Rauchvergiftung, Verbrennungen oder dem langen Aufenthalt im Wasser. Der ausgeglühte Rumpf sollte vom peruanischen Dampfer Ucayali nach Callao geschleppt werden, versank aber auf dem Weg dorthin am 8. März 1945 infolge Wassereinbruchs durch die in der Hitze geborstenen Platten nahe dem Zielhafen.12° 25′ 52″ S, 77° 12′ 53″ W Das Schiffsunglück war eine nationale Katastrophe,  vergleichbar dem der Pamir in Deutschland. Der damalige Präsident Chiles, Juan Antonio Ríos Morales, leitete persönlich am 17. März 1945 die Totenfeierlichkeiten in Valparaíso, an denen fast die ganze Stadt teilnahm. 1995 gedachte die Mannschaft des Schulschiffs Esmeralda auf der Fahrt entlang der Küste Perus der Opfer durch eine Kranzversenkung nahe der Untergangsstelle. 2005 wurde eine große Gedächtnisfeier in Valparaíso abgehalten, an der die Nachfahren der Überlebenden und deren Verwandte teilnahmen.
Briefmarke mit Viermastbark Priwall

Link zum Bild

Die Falklandinseln ehrten 1989 die Priwall für die schnellste Kap-Hoorn-Umsegelung aller Zeiten mit einer eigenen Briefmarke.

## Reisen derPriwall
1920–1921 Kapitän Jürgen Jürs 
- 6. März 1920 Jungfernreise mit 34 Mann Besatzung und 200 Passagieren nach Valparaíso

1922–1924 Kapitän Carl Martin Brockhöft 
- 1923 Cuxhaven – San Annachnio 76 Tage
- 1923/24 Pisagua – Cuxhaven 128 Tage

1925–1928 Kapitän Jürgen Jürs
- 1928 Reise von Hamburg nach Talcahuano 99 Tage

1928–1929 Kapitän Karl Schubert
- 1928/29 Hamburg – Talcahuano 94 Tage

1930–1931 Kapitän Hermann Töpper
- 1930 Hamburg – San Annachnio 102 Tage
- 1930 Mejillones – Zeebrügge 99 Tage
- 1930 Hamburg – Talcahuano 89 Tage
- 1931 Hamburg – Valparaíso 87 Tage
- 1931 Taltal – Zeebrügge 81 Tage

1932–1935 Kapitän Robert Clauß
- 1932 Hamburg – Port Lincoln 138 Tage
- 1933 Port Victoria, Victoria (Australien) – Barry (Wales) 106 Tage
- 1933 Westausgang des Englischen Kanals – Port Victoria 63 Tage
- 1933 25. Dezember Etmal von 384 sm
- 1934 Port Victoria – Queenstown 108 Tage
- 1934/35 Hamburg – Port Victoria 83 Tage
- 1935 Port Victoria – Queenstown 91 Tage

1935–1936 Kapitän Jürgen Jürs
1937–1939 Kapitän Adolf Hauth
- 1938 50-50 Ost-West-Umrundung von Kap Hoorn in 5 Tagen, 14 Stunden
- 1939 letzte Reise unter FL-Flagge von Hamburg nach Valparaíso[18]

1941–1945 fünf Reisen nach Mexico unter chilenischer Flagge

## Schiffsdaten
- Konstruktion: Stahlrumpf (genietet) als Dreiinselschiff; Stahl-Untermasten und Marsstenge ein Stück, Bramstenge
- Rigg: Standardrigg Viermastbark: doppelte Mars- und Bramrahen, Royalrahen, Besanmast als Pfahlmast mit 2 Gaffeln
- Stapellauf: 23. Juni 1917
- Jungfernfahrt: 6. März 1920 nach Valparaíso
- Anzahl der Decks: zwei durchgehende Stahldecks, dazu Poop mit Hochdeck (Mittschiffsinsel) und Back; oberstes Deck mit Teakholz
- Mastfolge: Fockmast, Großmast, Kreuzmast und Besanmast
- Unterscheidungssignal: RWLN (1920); DIRQ (1933)
- Bauwerft: Blohm + Voss, Hamburg, Baunummer 234
- Reederei: F. Laeisz, Hamburg
- weitere Reedereien: chilenische Marine (Armada de Chile)
- Heimathafen: Hamburg; Valparaíso (1941)
- weitere Namen: Lautaro (1941)
- Galionsfigur: nein, Krulle (Volute)
- Länge über alles (Lüa): 115,6 m
- Rumpflänge (Galion-Heck): 106,1 m
- Länge auf Deck: 98,48 m
- Länge zwischen den Loten (LzL, LPP): 96,01 m
- Breite: 14,37 m
- Raumtiefe: 8,01 m
- Seitenhöhe: 8,55 m
- Tiefgang: 7,22 m
- Vermessung: 3.105 BRT, 2.849 NRT; nach Umbau 1926: 3.185 BRT/2.834 NRT
- Verdrängung: 6.668 t (Schiffsmasse 1.498 t und Ladung 4.670 t) mit 500 t Wasserballast
- Ladekapazität/Tragfähigkeit: 4.674 t/4.600 ts (1 ton = 1,016 t)
- Segelfläche: 4.106 m² (34 Segel: 18 Rahsegel, 3 Besane, 9 Stagsegel + 4 Vorsegel)
- Masthöhe: 58 m (Flaggenknopf – Kiel); 51 m (Flaggenknopf – Deck); 54 m über Wasserlinie
- Hilfsmaschine: bis 1941 keine; 1941 als Lautaro Einbau eines 1.500-PS-Diesel mit einem Propeller
- Baukosten: Goldmark ca. 660.000
- Klassifikation: Lloyd’s +100A
- Erster Schiffsführer: Max Jürgen Heinrich Jürs (1920–1921)
- weitere Kapitäne: Carl Martin Brockhöft (1921–1924), J. Jürs (1925–1928), K. Schubert (1928–1929), H. Töpper (1930–1931), Robert Clauß (1932–1935), J. Jürs (1935–1936), Adolf Hauth (1937–1939); Korvettenkapitän Enrique García González (1941–1945)
- Besatzung: 27 Mann (Kapitän, 3 Offiziere, 23 Seeleute) + 45 Kadetten als frachtfahrendes Segelschulschiff
- Höchstgeschwindigkeit: 17,8 kn
- Bestes Etmal: 384 sm 1933
- Besonderheiten: Rekordreise einer 50°-50°S Ost-West-Umrundung von Kap Hoorn 1938 in 5 Tagen, 14 Stunden unter Kapt. Adolf Hauth
- Schwesterschiff: Pola